# 李钺锋
李钺锋（1958年7月—），男，汉族，籍貫台湾桃园中坜，出生于重庆渝中，中华人民共和国政治人物。曾任第十一届全国政协委员，曾任台湾民主自治同盟中央委员会副主席、常务副主席。

## 生平
李钺锋于1976年6月参加工作，2001年11月加入台湾民主自治同盟。历任台盟中央委员、重庆市工委主委、重庆市人民检察院第一分院副检察长、重庆市人民检察院副检察长、重庆市政协副主席等职。2008年，代表台湾民主自治同盟当选第十一届全国政协委员，分入第十三组，担任社会和法制委员会专委。
2024年3月23日，李钺锋因涉嫌严重职务违法，接受国家监委监察调查，成为中共二十大后首个被查的民主党派领导人。5月29日，其第十四届全国人民代表大会代表职务被罢免。6月28日，其全国人民代表大会常务委员会常务委员会委员、全国人民代表大会监察和司法委员会副主任委员、全国人民代表大会常务委员会代表资格审查委员会副主任委员职务相应撤销，10月被开除公职、盟籍。12月，最高人民检察院依法以涉嫌受贿罪决定对其实施逮捕。
2025年3月，李钺锋涉嫌受贿一案，由国家监察委员会调查终结，经最高人民检察院指定，由山西省太原市人民检察向太原市中级人民法院提起公诉。7月3日，山西省太原市中级人民法院一审以受贿罪判处李钺锋无期徒刑，剥夺政治权利终身，并处没收个人全部财产。经审理查明：2011年至2024年，被告人李钺锋利用担任重庆市人民检察院第一分院副检察长，重庆市人民检察院副检察长，重庆市政协副主席，台盟中央常务副主席，全国人大常委会委员、监察和司法委员会副主任委员等职务上的便利，以及本人职权或者地位形成的便利条件，为有关单位和个人在司法案件处理、工程款催收和企业经营等事项上提供帮助，直接或者通过其亲属非法收受他人财物，共计折合人民币9342万余元。